# Parachalciope emiplaneta
Parachalciope emiplaneta là một loài bướm đêm trong họ Noctuidae.